# Rue des Cadeniers
La rue des Cadeniers est une rue de Nantes, en France.

## Situation et accès
Située dans le centre-ville de Nantes, la rue des Cadeniers se situe dans le quartier Graslin et celui de La Fosse. Elle est orientée Nord-Ouest/Sud-Est. C'est une voie rectiligne, de faible déclivité, s'étendant de la rue Voltaire à la rue de l'Héronnière. Elle croise la rue Gresset, la rue de Bréa et la rue Maurice-Sibille. Au niveau de cette dernière artère, la rue ferme l'extrémité ouest du cours Cambronne dont elle est séparée par une gille et un muret.
La totalité de la voie est bitumée et ouverte à la circulation automobile.

## Origine du nom
La rue tient probablement son nom d'une tenue dite « Gaste Deniers » signalé dans un acte de 1630, relatif à l’établissement d’un enfeu (archives départementales, série 35-286). Édouard Pied nous donne explication sur le terme de « Gaste Deniers » qu'il assimile a des portefaix. Il signale également une troisième explication faisant du mot un dérivé de « Cadène » (chaîne), et donc des cadeniers comme étant des fabricants de chaînes.

## Historique
Bordée exclusivement d'immeubles d'habitation, elle fut l'objet de nombreux projets qui furent présentés au moment de la vente des terrains du quartier entre 1825 et 1840, dont une partie appartenait à la Ville. Un musée de peinture et de sculpture, un hôtel des Monnaies, un palais de Justice, un hôtel de Préfecture furent successivement décidés. Cependant aucun de ces projets n'allait aboutir.

## Bâtiments remarquables et lieux de mémoire
- Immeuble, 2 rue des Cadeniers (Nantes)